# 蓝睿明
蓝睿明（英語：Michael O'Leary）博士，医学家。
蓝睿明早年在美国明尼苏达大学和夏威夷大学学习内科学，获公共卫生硕士学位。之后，在美國公共衛生局任职23年。1990年起，参加世卫组织在西太平洋地区的工作。后担任世卫组织驻柬埔寨代表。2009年起，担任世卫组织驻华代表。